# Kanupolo-Weltmeisterschaften 2010
Die Kanupolo-Weltmeisterschaften 2010 der International Canoe Federation fanden vom 1. bis 5. September 2010 in Mailand in Italien statt.
Bei den Herren nahmen 22 Nationen teil, bei den Damen 18, bei den männlichen Junioren 12 und bei den weiblichen Junioren 8.
Die Herrenmannschaft Frankreichs sicherte sich den Weltmeistertitel durch einen 4:2-Sieg über das deutsche Team. Die britische Damenmannschaft gewann ihren Titel durch ein 5:3 im Endspiel gegen die deutschen Damen. Bei den U21-Finalspielen trafen beide Male Deutschland und Frankreich aufeinander. Bei den Junioren siegte Deutschland, bei den Juniorinnen gewann Frankreich.

## Ergebnisse
| Kategorie  | Gold                   | SilberAus   | Bronze                 |
| ---------- | ---------------------- | ----------- | ---------------------- |
| Männer     | Frankreich             | Deutschland | Italien                |
| Frauen     | Vereinigtes Königreich | Deutschland | Frankreich             |
| U21 Männer | Deutschland            | Frankreich  | Vereinigtes Königreich |
| U21 Frauen | Frankreich             | Deutschland | Vereinigtes Königreich |